# Armorial des familles basques (Ber - Beu)
Cet article décrit l'armorial des familles basques par ordre alphabétique et concerne les familles dont les noms commencent par les lettres « Ber » successivement jusqu’à « Beu ».

## Blasonnements

### Ber
Famille Bera (Cinco Villas):
| Blason | Blasonnement : D'azur au lion d'argent; à la bordure de gueules à la chaîne d'argent. |

Famille Beraiz (Navarre):
| Blason | Blasonnement : D'or au râteau de sable, trois lys de sable issants de la traverse. Commentaires : Ancienne maison avec palacio à Arguedas, au sud de la Navarre, près de Tudela. |

Famille Berama (Navarre):
| Blason | Blasonnement : Parti, au 1 d'argent à l'aigle de sable; au 2 de gueules au croissant d'argent accompagné de trois étoiles d'or, une en chef et deux en pointe. Commentaires : Maison à Berama, vallée d'Araquil. |

Famille Beramendi (Navarre):
| Blason | Blasonnement : De... (d'or ou d'argent) à deux ours de... (de sable) posés l'un sur l'autre. Alias : coupé, au 1 d'argent à l'arbre de sinople, au loup passant de sable au pied du tronc; au 2 d'or à quatre pals de gueules. À la bordure générale de gueules aux chaînes de Navarre d'or,. Commentaires : Maison noble du lieu de Beramendi dont elle prit le nom et qui essaima dans toute la Navarre. |

Famille Berastegui (Guipuscoa):
| Blason | Blasonnement : D'or à la bande d'azur accompagnée en chef d'un sanglier de sable poursuivi par deux lévriers du même tacheté d'argent, et en pointe d'une tour de gueules. Alias : de gueules à une tour d'argent, surmontée d'un sanglier de sable sur les créneaux, et accostée de deux lévriers affrontés d'argent grimpants contre la tour, et une bande d'azur engoulée de deux têtes de dragons d'or, brochant sur le tout. Commentaires : La maison forte Berastegui est toujours visible à côté de l'église Saint-Martin avec une façade doublement armoriée; la maison forte d'origine fut détruite lors des guerres opposant les bandes guipuzcoanes rivales et reconstruite à la Renaissance. |

Famille Beratarrechea (Baztan):
| Blason | Blasonnement : Echiqueté d'argent et de sable (armes de la vallée). Commentaires : Maison d'Almandoz qui porte les armes de la vallée. |

Famille Beraun (Irun):
| Blason | Blasonnement : D'argent à l'arbre de sinople sur une onde d'azur et d'argent, un lévrier au naturel tacheté de sable au pied de l'arbre. A la bordure de gueules chargée de huit flanchis d'or. |

Famille Beraza (Biscaye):
| Blason | Blasonnement : D'or au chêne de sinople, terrassé du même, fruité d'or, accompagné de deux sangliers de sable brochants sur le tronc, et en chef d'une fleur de lys d'azur. Commentaires : Maison noble du lieu de Beraza, dont elle prit le nom, à Orozko, au sud de la Biscaye, près de Llodio (Alava). Meliton de Beraza fut chevalier de l'Ordre de Calatrava en 1650. |

Famille Berbinzana (Navarre):
| Blason | Blasonnement : D'argent à l'arbre de sinople. Commentaires : Une maison de ce nom existait dans cette ville de Berbinzana, dont elle prit le nom, elle s'allia aux Peralta, seigneurs de la cité et se fit appeler Berbinzana de Peralta. Juan de Berbinzana, habitant Peralta, obtint des privilèges de noblesse en 1507. |

Famille Bereiti de Armendaritz (Basse-Navarre):
| Blason | Blasonnement : Écartelé, aux 1 et 4 d'azur au château d'argent ouvert d'azur; aux 2 et 3 d'or à deux vaches de gueules posées l'une sur l'autre. Commentaires : Famille issue de la maison Armendaritz, en Basse-Navarre, dont elle porte les armes. |

Famille Bereterbide (Beyrie):
| Blason | Blasonnement : D'or à une bande de sable engoulée de deux têtes de dragons. Commentaires : Terre donnant entrée aux États de Navarre, qui appartenait aux Gamboa de Garro d'Urtubie, puis aux Méharin pour qui cette maison fut anoblie en janvier 1613, puis aux Etcheverry (au XVIIIe siècle). Une maison noble Bereterbide existait à Tolosa, en Guipuzcoa, en 1597 et portait ces armes. |

Famille Bergara (Baztan):
| Blason | Blasonnement : De... (d'argent ou d'or) à l'arbre de sinople, accompagné au pied d'un sanglier de sable et en pointe d'un oiseau de... Commentaires : Maison appelée Etxandia de Anzanborda, à Elizondo, issue de la maison de Bergara de Guipuscoa. |

Famille Bergara (Guipuscoa):
| Blason | Blasonnement : D'or au chêne de sinople, fruité d'or, un loup de sable attaché au tronc par une chaîne d'or. Commentaires : Une famille de ce nom est connue à Bergara en 1614, et auparavant à Tolosa en 1346, Legazpia en 1384, Mondragon en 1392, Oñate en 1447, Donostia en 1566. |

Famille Bergareche (Irun):
| Blason | Blasonnement : D'or au dindon royal rouant au naturel. Alias: d'azur à la bande d'argent accostée de deux dindons au naturel. Alias: d'argent à la cotice en bande de gueules issante d'un dindon rouant au naturel. |

Famille Bergougnan (Bayonne):
| Blason | Blasonnement : D'azur à une croix de gueules filetée d'argent, cantonnée de quatre fleurs de lys d'or. Commentaires : Famille originaire de Clermont-Ferrand, en Auvergne. |

Famille Berho (Garris):
| Blason | Blasonnement : D'azur à la fasce d'argent chargée de trois flanchis de gueules. |

Famille Berhueta (Soule):
| Blason | Blasonnement : De gueules à quatre pies de sable, 2 et 2. |

Famille Beristain (Guipuscoa):
| Blason | Blasonnement : D'or à quatre ours de sable posés en pal, 2 et 2. Alias: écartelé, au 1 d'or à l'aubépine de sinople et un serpent au naturel enroulé autour du tronc; au 2 de gueules à la main coupée d'argent laissant tomber une hampe d'étendard d'or posée en bande et à dextre; au 3 d'azur à l'étoile d'or; au 4 échiqueté d'argent et de sable. Commentaires : Trois maisons nobles de ce nom existaient à Azpeitia. À l'une d'elles appartenait Antonio de Beristain y Aramburu, amiral général de l'armée de Naples, et chevalier de Saint-Jacques en 1654. Une branche de cette famille émigra au Mexique où elle se fixa à Tehuacàn, état de Puebla. |

Famille Bermeo (Biscaye):
| Blason | Blasonnement : D'argent à l'arbre de sinople sur une onde d'azur et d'argent, au sanglier de sable brochant sur le tronc. Commentaires : Maison noble au port de Bermeo, sur la côte de Biscaye, dont elle prit le nom, qui essaima dans la région de Durango, en Alava ainsi qu'en Castille. |

Famille Bernal (Biscaye):
| Blason | Blasonnement : De gueules à une hache enflammée d'or. |

Famille Bernal (Navarre):
| Blason | Blasonnement : Mantelé, au 1 d'or à un tau de gueules; au 2 aussi d'or au ciboire de gueules, et au 3 également d'or au chien de sable tacheté d'argent. Commentaires : Famille d'origine française qui passa en Navarre et Guipuscoa, et qui essaima en Biscaye, Aragon, Valencia et Murcie. |

Famille Beroiz (Navarre):
| Blason | Blasonnement : Écartelé, aux 1 et 4 d'or à une fasce de gueules; aux 2 et 3 de gueules à la bande d'or accostée de quatre loups de sable, 2 de chaque côté (maisons de Navarre et Donostia). Commentaires : Maison de la vallée de l'Urrobi, à Beroiz, dont elle prit le nom. Une branche établie à Arguedas, au sud de la Navarre, une à Saint-Sébastien où elle est citée en 1658 et une à Asteasu, près de Tolosa, au Guipuscoa, où elle est connue en 1633. |

Famille Berraute (Asme):
| Blason | Blasonnement : De gueules au lion d'or. Commentaires : Le seigneur de Berraute avait droit d'entrée aux États de Navarre et figure comme noble dans les actes notariés antérieurs à 1670. |

Famille Berria (Valcarlos):
| Blason | Blasonnement : Parti, au 1 d'or à l'arbre de sinople accompagné d'un loup passant de sable brochant sur le tronc; au 2 d'argent à trois bandes de gueules. Commentaires : Maison noble à Abaurrea, en vallée d'Aezcoa, dont une branche s'établit à Valcarlos, près d'Arneguy (Basse-Navarre). |

Famille Berrio (Navarre):
| Blason | Blasonnement : De gueules à l'étoile d'or et un orle de cinq loups et cinq flanchis d'or alternés. Commentaires : Maison noble et palacio à Ansoain, dans la banlieue nord de Pampelune. |

Famille Berriotz (voir Lalande de Berriotz):
Famille Berroa (Irun):
| Blason | Blasonnement : Écartelé, aux 1 et 4 d'or au chêne de sinople ensanglanté d'or, sur une onde d'azur et d'argent, accompagné au pied de l'arbre d'un loup de sable, armé et lampassé de gueules; au 2, d'azur à une tour d'argent du sommet de laquelle est issant un bras armé tenant une épée, garnie d'or et la lame d'argent; au 3 de gueules à la bande d'or engoulée de deux têtes de dragons de sinople. A la bordure générale de gueules chargée de neuf flanchis d'or. |

Famille Berrobi (Guipuscoa):
| Blason | Blasonnement : D'argent à l'arbre arraché de sinople, le tronc de sable. Commentaires : À Berrobi, village près de Tolosa, subsistent la maison Iriarte (XVIIe) siècle et la maison noble Lapatza dont la façade est ornée d'un grand écu aux armes. |

Famille Berroburu (Basse-Navarre):
| Blason | Blasonnement : D'or à la fasce chargée de trois flanchis de gueules. Alias: d'azur à la fasce d'or chargée de trois flanchis de gueules. Commentaires : Maison du Pays de Cize. |

Famille Berrospe (Irun):
| Blason | Blasonnement : Parti, au 1 d'argent à trois loups passants de sable posés en pal; au 2 d'or à sept feuilles de peuplier posées trois en pal et une à chaque canton. Commentaires : Preuves de noblesse en Navarre en 1663. |

Famille Berrospe (Navarre):
| Blason | Blasonnement : D'or au lion de sable, armé de gueules. Commentaires : Branche de Navarre. |

Famille Berrospe (Tudela):
| Blason | Blasonnement : Écartelé, aux 1 et 4 fascé d'argent et de gueules, l'argent chargé de trois loups de sable; aux 2 et 3, d'or à cinq feuilles de peuplier de sinople. Commentaires : Branche de Tudela. |

Famille Berrotaran (Irun):
| Blason | Blasonnement : D'argent au chêne de sinople. au sanglier de sable attaché au tronc. A la bordure de gueules chargée de huit étoiles d'or. Commentaires : Francisco de Berrotaràn fut capitaine général du Venezuela au XVIIe siècle. |

Famille Berrueta (Labourd):
| Blason | Blasonnement : De... à trois coquilles de... Commentaires : Maison noble à Itxassou. Des membres de cette famille s'établirent en vallée de Santesteban ainsi qu'à Peralta et Pampelune, en Navarre. |

Famille Berrueta (Baztan):
| Blason | Blasonnement : Echiqueté d'argent et de sable (armes de la vallée). Commentaires : Famille originaire de la maison Marigena, à Berroeta, en Baztan. |

Famille Bertereche de Menditte (Soule):
| Blason | Blasonnement : Écartelé, aux 1 et 4 d'azur à la guivre ondoyante en pal d'argent, qui est du domec d'Ossas; aux 2 et 3 d'or au dragon ailé de sinople, qui est Bertereche de Menditte. Commentaires : Devise : Bethi jauncotiar, bethi etchetiar (Toujours pour Dieu, toujours pour la maison). |

Famille Bertiz (Santesteban):
| Blason | Blasonnement : D'or à trois bandes d'azur. Alias: écartelé, au 1 d'azur au buste de sirène (de carnation) tenant un miroir (d'or) à la main; au 2 fascé d'argent et de gueules; au 3 d'or à trois feuilles de peuplier de gueules; au 4 contrécartelé de pourpre au loup de sable; et d'or à cinq feuilles de peuplier de gueules. Commentaires : Maison noble de Bertiz-Arana (Bertizarana) qui édifia une seconde maison à Oyeregui, dans la même vallée, d'où est issue celle d'Oronoz, au sud de la vallée du Baztan. Des membres de cette dernière maison émigrèrent aux Philippines. Juan Bertiz de Bereterechea y habitait en 1720. |

Famille Bertodano (Biscaye):
| Blason | Blasonnement : De gueules à la bande d'argent accompagnée de deux chaudrons d'or, un en chef, l'autre en pointe; à la bordure de gueules aux chaînes d'or. Commentaires : Ancienne maison noble de Busturia, établie à Tudela, en Navarre, dont le membre connu le plus ancien est Sancho de Bertodano, ricombre de Navarre qui se trouvait en 1212 à la bataille de Las Navas de Tolosa et à la prise de Baeza. Marquis del Moral (1776) et vicomtes de Bertodano. |

Famille Beruete (Navarre):
| Blason | Blasonnement : D'argent à deux loups de sable, armés de gueules, posés l'un sur l'autre et surmontés d'une étoile d'or; à la bordure d'azur à dix-sept flanchis (alias: huit) d'or. Commentaires : Maison noble du lieu de Beruete, dont elle prit le nom, dans la vallée de Basaburua Mayor, au nord de Pampelune. José Ignacio de Beruete y Aginerena, secrétaire du roi, officiai du secrétariat du Conseil royal de Y Ordre militaire et chevaleresque de Saint-Jacques, en 1742 appartenait à cette famille. |

### Bet
Famille Betbeder (Bayonne):
| Blason | Blasonnement : D'argent au chêne de sinople terrassé du même; écartelé d'azur à trois étoiles à six rais d'or. Commentaires : Alexandre Betbeder, maire de Bayonne sous la Restauration, de 1818 à 1828, était frère de Maria Baptista Betbeder qui épousa à Hernani, le 2 octobre 1788, Nicolas François Xavier d'Arcangues, troisième marquis d'Iranda. |

Famille Betelu (Labourd):
| Blason | Blasonnement : D'or à l'arbre de sinople, au sanglier au naturel passant au pied du tronc. Commentaires : Maison issue du palacio de Soroeta, à Ustaritz. |

Famille Betelu (Navarre):
| Blason | Blasonnement : de... à l'arbre de... accompagné d'une croix, de feuilles de peuplier, d'un chasseur et d'un lévrier, selon la Nobleza Executoriada de Navarra. Commentaires : Une maison noble du nom de Betelu existait dans ce lieu (Betelu). Reconnaissance de noblesse en 1610. |

### Beu
Famille Beunza (Navarre):
| Blason | Blasonnement : Parti, au 1 d'azur à trois coquilles d'argent posées en pal; au 2 d'or à deux fasces de gueules, accompagnées en chef d'une étoile du même. Commentaires : Maison noble au lieu de Beunza, dont elle prit le nom. |

Famille Beunzalarrea (Navarre):
| Blason | Blasonnement : D'or au râteau d'azur. Commentaires : Maison noble de la vallée d'Atetz, au nord de Pampelune. Garcia Gil de Sarasa était seigneur de Beunzalarrea en 1427. Garcia de Beunza, alcade (maire) de Navascues en 1370 portait sur son sceau: un râteau. |